# 中国人民解放军北部战区陆军前卫文工团
中国人民解放军北部战区陆军前卫文工团，驻山东省济南市，是中国人民解放军北部战区陆军政治工作部直属单位。

## 沿革
中国人民解放军济南军区政治部文工团的前身创建于1949年5月4日，历经“三分四合”，2003年全军体制编制调整，原前卫歌舞团、前卫话剧团合并为中国人民解放军济南军区政治部文工团（对外称中国人民解放军济南军区前卫文工团）。下设编导文学创作室、演唱队、舞蹈队、戏剧曲艺队、民族乐队、舞美队和影视制作室。
中国人民解放军沈阳军区政治部文工团（中国人民解放军沈阳军区前进文工团）于2004年11月5日由沈阳军区政治部原前进歌舞团、前进话剧团、前进杂技团合并整编而成。
2015年底，在深化国防和军队改革中，中国人民解放军济南军区政治部文工团转隶中国人民解放军北部战区陆军，成为中国人民解放军北部战区陆军前卫文工团，隶属中国人民解放军北部战区陆军政治工作部。原沈阳军区前进文工团划归北部战区陆军前卫文工团，调整为北部战区陆军前卫文工团演出分队。
2018年9月，根据中央军事委员会整编命令，中国人民解放军北部战区陆军文工团建制撤销，除少数人员分流至中国人民解放军文化艺术中心文艺部外，所属现役军人全部退役、文职人员全部解聘。

## 历任领导
中国人民解放军济南军区政治部文工团
| 团长 - 李军（？—？，代理） - 刘子林 大校（？—？） - 刘荣 大校（？—2016年） | 政治委员 - 李静 大校（？—？） - 王玉斌 大校（？—2016年） |

中国人民解放军沈阳军区政治部文工团
| 团长 - 李广德 大校（2004年—？） - 刘建华 大校（？—2014年） - 黄晓娟 大校（2014年—2016年） | 政治委员 - 杨志军 大校（2004年—？） |

中国人民解放军北部战区陆军前卫文工团
| 团长 - [[]]（2016年—2018年9月） | 政治委员 - [[]]（2016年—2018年9月） |

## 代表剧目
原济南军区政治部文工团
- 话剧：《将军当兵》、《徐洪刚》、《再战孟良崮》、《老兵》、《光照千秋》[1]
- 歌剧：《沂蒙儿女》[1]
- 舞剧：《红流》、《高山下的花环》[1]
- 舞蹈：《仙鹤舞》、《东风万里》、《火中凤凰》、《红色架线兵》、《儿呀儿》、《采药歌》、《走》[1]
- 电视艺术片：《南方的红土地》[1]
- 电影：《地雷战》、《两个小八路》、《闪闪的红星》、《目标战》[1]
- 电视剧：《少年特工》、《济南战役》、《第五空间》[1]

原沈阳军区政治部文工团
- 舞剧：《蝶恋花》
- 舞蹈：《龙舞》、《三千里江山》、《第一次站岗之前》、《不爱红装爱武装》、《雷锋——永不忘本》、《董存瑞》、《整装待发》、《金山战鼓》（三人舞）、《绢花图》、《无声的歌》、《八女投江》、《当我成为战士的时候》、《盛京建鼓》、《秦王扫六合》、《情缘》、《边关沉月》、《白桦情愫》、《巾帼杨门》
- 歌曲：《我是一个兵》、《打靶归来》、《我为伟大祖国站岗》、《手拿枪向党》、《师长有床绿军被》、《台湾同胞我的骨肉兄弟》、《红星歌》（词）、《在那桃花盛开的地方》、《长江之歌》（词）、《十五的月亮》（曲）、《望星空》（曲）、《沿着辽河走》、《光荣啊！中国共青团》（歌词）、《北疆连着我家乡》、《我们的心并不遥远》
- 歌剧：《丹心颂》、《萨布素将军》、《施琅将军》
- 大型组歌舞：《北疆的旋律》、《雷锋组歌——永不陨落的星》
- 大型歌舞诗：《雪花、雪花》
- 大型组歌：《军旗上最亮的星》
- 民乐作品：《渔歌》、《春到草原》、《冬猎》、《天山行》
- 电视剧：《亮剑》[1]

北部战区陆军前卫文工团

## 优秀人才
原济南军区政治部文工团
刘凤锦、孙正、胡天泉、张长城、董洪德、王惠然、刘汉林、张式业、原野、王维民、马德鑫、臧东升、李自强、徐桂荣、郭永悦、薛守义、穆彬于、王静芳、赵兴泉、苏安国、景建树、李心田、高昂、李二、李春华、吴健海、牟长龄、孟兆波、白大均、赵长瑞、董元福、鲁在蕴、杨亚琴、孙颖、施效曾、张界林、董振江、梁益强
原沈阳军区政治部文工团
铁源、马登弟、冯玉岭、邬大为、胡宏伟、门文元、张爱娟、李广德、高吉武、官美华、赵世静、任丽蔚、袁坤、张立军、宋艳红、毕成、朱小红、张静、柳维先、李克俭、陈杰、文佳良、张青玫、郁宏新、王明珠、孔岩、陈凯、董华兴、袁帅、张伸、李光顺、董振刚、王彤
北部战区陆军前卫文工团